# São Pedro Atlético Clube
São Pedro Atlético Clube é uma agremiação esportiva, fundada a 16 de maio de 2011, sediada em São Pedro da Aldeia, no estado do Rio de Janeiro.

## História

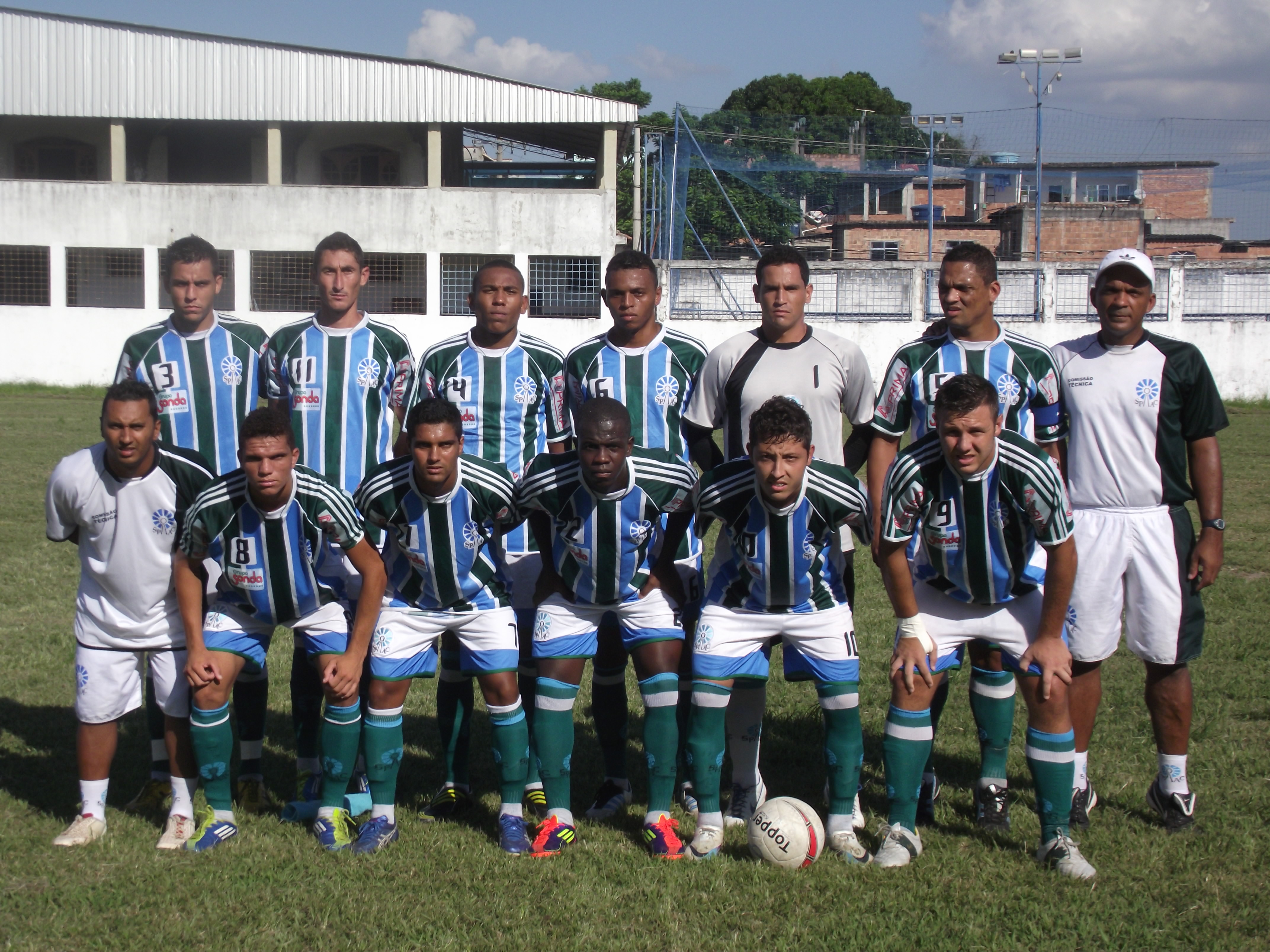
Equipe do São Pedro em 2012.

O São Pedro Atlético Clube, da cidade de São Pedro da Aldeia (Região dos Lagos do Rio de Janeiro), foi fundado no primeiro semestre de 2011. O projeto teve estreia em 29 de junho, dia de São Pedro, com uma partida amistosa na qual algumas estrelas do futebol que brilharam durante muito tempo no cenário nacional, lideradas por Valdir Bigode (que viria a se tornar o primeiro treinador da história do clube) ajudaram a abrilhantar as comemorações do santo padroeiro da cidade. Disputado no Estádio Waldemar Tadio, do São Pedro Esporte Clube, o evento contou com a presença do então prefeito Carlindo Filho, que prometeu que a prefeitura "não pouparia esforços para a criação de um bom elenco".
Estreou no futebol profissional na Série C do Campeonato Carioca de 2012 (atual Série B1). Nas três primeiras partidas, o time foi comandado por Valdir Bigode, somando duas vitórias e um empate. No entanto, após uma reunião com a diretoria, o ex-jogador optou por deixar o clube ao discordar da ideologia apresentada pelos dirigentes, que buscavam clarificar os papéis da parte administrativa e do técnico, a fim de evitar o acúmulo de funções. Sob o comando de Yan, o São Pedro seguiu na Série C e terminou na primeira colocação de seu grupo tanto na primeira quanto na segunda fase, mas acabou sendo eliminado na terceira fase após empate sem gols, na última rodada, contra o Paduano.
Na temporada seguinte, agora comandado por Gilson Gênio, o time do São Pedro por pouco não conquistou o acesso: com a melhor campanha da primeira fase, a equipe aldeense avançou até a repescagem do acesso. Na primeira partida do mata-mata, superou o Mangaratibense por 2–0, com dois gols de Rafael Di María, e precisava apenas de um empate no jogo da volta para ser promovido. No entanto, acabou derrotado por 2–1 em Mangaratiba no tempo normal. Como o regulamento da Série C não previa o saldo de gols como critério de desempate, o acesso foi decidido na disputa por pênaltis e os donos da casa acabaram vencendo por 2–1. Após o desapontamento, o treinador Gilson Gênio não foi procurado pela diretoria para renovar e, apesar da marca de 68,1% de aproveitamento na Terceirona, acabou deixando o clube.
Na Série C de 2014, o time terminou na 8.ª colocação e, após o fim da competição, o presidente Robson Maciel cogitou publicamente a licença do futebol profissional, alegando falta de recursos e revelando que nunca houve acordo formal com a prefeitura da cidade. Apesar da crise iminente, o São Pedro confirmou aptidão para participar da edição de 2015. A duas semanas do início do torneio, contudo, o clube não tinha elenco, diretoria, comissão técnica e nem mesmo presidente: após o fim do mandato de Maciel, ninguém assumiu em seguida. O primeiro jogo marcado, contra o Juventus, chegou a ser suspenso, mas, posteriormente, a agremiação confirmou a desistência do campeonato e foi declarada perdedora de todas as partidas por W.O..
Sem disputar competições oficiais desde então, o São Pedro Atlético Clube foi desfiliado da Federação de Futebol do Estado do Rio de Janeiro (FERJ) em novembro de 2017, devido à inatividade por período superior a dois anos.

## Estatísticas

### Participações
| Competição          | Temporadas | Melhor campanha    | Estreia | Última | P | R |
| ------------------- | ---------- | ------------------ | ------- | ------ | - | - |
| Série B1 do Carioca | 4          | 5º colocado (2013) | 2012    | 2015   | – | – |